# بلدية ديلتشيفو
بلدية ديلتشيفو هي بلدية في جمهورية مقدونيا، بلغ عدد سكانها 17٬505 نسمة، عاصمتها ديلتشيفو، تبلغ مساحتها 422٫39 كيلومتر مربع، رمزها البريدي هو 2320.